# Witbuikdwergspecht
De witbuikdwergspecht (Picumnus spilogaster) is een vogel uit de familie Picidae (spechten).

## Verspreiding en leefgebied
Deze soort komt voor in noordelijk en noordoostelijk Zuid-Amerika en telt drie ondersoorten:
- P. s. orinocensis: centraal Venezuela.
- P. s. spilogaster: Roraima (noordelijk Brazilië) en de noordelijke Guiana's.
- P. s. pallidus: noordoostelijk Brazilië.

## Status
De grootte van de populatie is niet gekwantificeerd maar verwacht wordt dat de populatie in hoog tempo daalt door habitatverlies. Daarom heeft deze soort op de Rode lijst van de IUCN de status kwetsbaar.